# Ubaque
Ubaque es un municipio colombiano del departamento de Cundinamarca, ubicado en la provincia de Oriente, a 50 km al oriente de Bogotá. 
La cabecera municipal se encuentra a una altitud de 	1867 m s. n. m., y la temperatura media anual es de 18 °C.

## Toponimia

### Origen lingüístico[3]
- Familia lingüística: Chibcha
- Lengua: Muysccubun

### Significado
El topónimo Ubaque, antiguamente también llamado Ebaque o Ubaqui, proviene del muysc cubun y significa «árbol de sangre». Otra versión, planteada por el historiador Joaquín Acosta Ortegón, afirma que Ubaque significa «Bosque de la falda», o «falda cubierta de bosque».[cita requerida]
De hyba (sangre) y quye (árbol), por un arbusto de la región que al cortarse exuda una savia de color rojo. Otra aproximación presenta los vocablos uba "semilla, flor, rostro". Esta expresión es un unificador de la imagen, parte de la identidad de las expresiones de la vista, que "fuerte, vigoroso".

### Origen / Motivación
Su nombre, antiguamente también llamado Ebaque o Ubaqui, se refiere al cacique que gobierna la región a la llegada de los conquistadores españoles. Ubaque también es una laguna que se encuentra en jurisdicción del municipio y que en época prehipánica fue lugar de importantes ceremonias indígenas.

## Historia

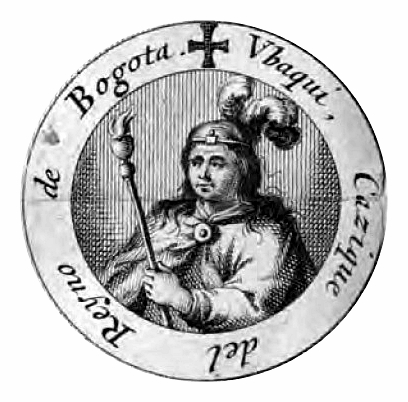
Cacique de Ubaque en un grabado de la Historia General de las Conquistas del Nuevo Reino de Granada (1688), del cronista Lucas Fernández de Piedrahíta.

### Época precolombina
En la época precolombina, el territorio del actual municipio de Ubaque estaba habitado por los muiscas. Su cacique era el tercero en la sucesión del Zipazgo de Bacatá.
El zipa Saguamanchica aprovechó el hecho de que la batalla contra Hunza no tuviera lugar, y el haber reunido a un ejército numeroso, para someter al Cacique de Ubaque que, rompiendo su antigua sujeción al zipa, pretendía aliarse con el zaque Michúa, y además había atacado los uta (poblados) de Pasca y Usme. Por las tierras de Chipaque y Une, el zipa se dirigió al encuentro del Ubaque, al que halló desprevenido. Sin embargo, este logró escapar a un peñón de muy difícil acceso con todas sus riquezas, con el fin de que el zipa no se apoderara de ellas. Desalentado por la imposibilidad de capturar rápidamente al Ubaque, el zipa tuvo que regresar a Bacatá ante las noticias que un mensajero le había llevado de una segunda rebelión de Guatavita, y de una invasión de los panches.
El zipa Nemequene, luego de haber sometido a Guatavita, marchó con su ejército contra Ubaque, cuyo asedio duró siete meses, durante los cuales hubo continuas batallas y escaramuzas. Al final, el Cacique de Ubaque, preocupado por la penosa situación de su gente ante el hambre y las epidemias provocadas por el asedio, decidió rendirse y pactar la paz con el zipa. El acuerdo consistió en el total sometimiento de Ubaque, el pago de tributos y el derecho del zipa a realizar visitas de inspección cada vez que lo estimara conveniente. Además, el Cacique de Ubaque cedió al zipa a sus dos hijas más hermosas como esposas. Nemequene solo tomó a la mayor, mientras que la menor la dio a su hermano, el nuevo Cacique de Guatavita. Luego estableció una guarnición permanente en Ubaque y se dispuso a regresar a Funza, cargado de un inmenso botín. Allí se celebraron varios días de fiestas y sacrificios a los dioses, en agradecimiento por las continuas victorias del zipa.
Los Caciques de Ubaté, Simijaca y Susa se habían aliado para hacer frente común contra el zipa. Sin embargo, no se habían puesto de acuerdo sobre quién de ellos lideraría la alianza, por lo que, cuando Nemequene partió para confrontarlos.
En camino a Ubaté, las tropas del zipa tenían que pasar por el boquerón de Tausa, donde el Cacique de Ubaté les tenía preparada una emboscada. Sin embargo, Nemequene hizo pregonar que estaba dispuesto a darle muerte a todos los habitantes de Ubaté, sin perdonar la vida a nadie, por lo que estos, presas del miedo, huyeron, dejando paso libre al zipa, quien ocupó la población y obtuvo un cuantioso botín. De inmediato, Nemequene marchó contra Simijaca y Susa, a los que venció sin dificultad, fijando aquellas tierras como frontera con los muzos y anexándolas bajo la jurisdicción de Guatavita. Luego de dejar establecidas guarniciones militares, regresó a la Corte de Bacatá.
Habiendo sabido el nuevo Cacique de Guatavita, hermano de Nemequene, que el cacique de Ubaque poseía un gran tesoro, determinó arrebatárselo, para lo cual fue a Ubaque con el pretexto de realizar una visita de inspección, como el zipa lo había ordenado. Una noche, descubrió el tesoro, que era custodiado por algunos guardias en un peñón junto a la laguna de Ubaque. Al enterarse el Cacique de que le robaban su tesoro, se apresuró con su ejército para sitiar al ladrón. El peñón fue rodeado, y el asedio duró cinco días, hasta que el Cacique de Guatavita, desesperado por el hambre, mandó a los que le acompañaban a arrojar el tesoro a la laguna, y luego se abrió paso por entre los enemigos, resultando muerto, junto con los suyos, al ser acribillados con múltiples disparos de flechas. 
El Cacique de Ubaque, temeroso de que el zipa tomara represalias por la muerte de su hermano, envió una comisión de embajadores a Nemequene con el mensaje de que le perdonase por lo ocurrido, al haber actuado en legítima defensa de sus bienes. Junto con los embajadores, envió multitud de esclavos cargados de presentes. El zipa no recibió ninguno de los presentes, sino que mandó que regresasen con ellos a Ubaque, y luego escuchó atentamente el mensaje de los embajadores. Al final mandó comparecer en su presencia al Cacique de Ubaque. Este se puso en camino hacia Funza, esta vez llevando como regalo a veinte de las más hermosas doncellas de su provincia, cien cargas de mantas de algodón y muchas más de esmeraldas, oro y plata.
Al llegar el Cacique de Ubaque a Funza, presentó los regalos que llevaba al zipa, pero este solo aceptó una manta por cortesía. Durante el juicio, el Cacique expuso sus razones, y Nemequene dio como veredicto el encierro del Cacique durante siete meses, luego de los cuales fue puesto en libertad y pudo volver a ejercer su cargo en Ubaque. Antes de irse de Funza, el Cacique de Ubaque le insistió al zipa que aceptara sus presentes, pero este volvió a rechazarlos.
Tras la muerte del zipa Nemequene, el nuevo zipa, Tisquesusa nombró a su hermano, Zaquesazipa, como general de sus ejércitos. Zaquesazipa logró muy pronto someter al cacique de Ubaque, que se quería aliar con el zaque Quemuenchatocha.
Algunos años antes de la llegada de los españoles, un sacerdote muisca de Ubaque, llamado Popón, le había profetizado al zipa Tisquesusa que moriría «ahogado en su propia sangre» a causa de unos extranjeros venidos de tierras lejanas. 

### Nuevo Reino de Granada
En 1594, cuando visitó la región el oidor Miguel de Ibarra, había tres poblados, Ubaque, Quescabita y Santa Ana, de los cuales vino a formarse uno solo con el primer nombre. Su primer encomendero fue el capitán Juan de Céspedes, de quien heredó Lope de Céspedes. El nuevo pueblo de indios fue fundado por el Oidor Luis Enríquez por auto de 23 de octubre de 1600 en Izaquirá y otro en el sitio de Guso por auto de 31 de diciembre del mismo año, luego se trasladaron al llamado de la Señoría de Ubaque actual, por orden del presidente de la Real Audiencia de Santafé, don Juan Fernández de Córdova, mudanza que se hizo en 1649 y en el que se juntaron los de Ubaque, Quescabita y Santa Ana. En la visita del oidor Gabriel de Carvajal de 11 de marzo de 1640 se habla de los tres pueblos citados, donde había 1.921 indios.
Ubaque fue fundado posteriormente por el sacerdote Custodio Lesaca en 1651. El presidente Dionisio Pérez Manrique usó del derecho de patronato, nombró cura doctrinero de Ubaque a Fray Pedro de Solanilla el 21 de abril de 1656. 
El 15 de febrero de 1759 el oidor Joaquín Aróstegui y Escoto llegó de visita al pueblo de San Guillermo de Ubaque, donde el padrón de vecinos dio un total de 166 en 55 familias. En la última visita del fiscal Francisco Antonio Moreno y Escandón de 11 de enero de 1779 se empadronaron 910 indios. En el censo de 1814 eran 1.128 indios.

## Geografía
Ubaque se encuentra a 1.867 m s. n. m. con un clima promedio de 18 °C y en las estribaciones de tres cerros: El Guayacundo, el Quinto (Güinto) y el San Pedro. Lo atraviesa los ríos El Palmar y Negro.
La topografía de Ubaque, como casi en toda la provincia de Oriente, es montañosa. La circundan los páramos del Parque nacional natural Chingaza y el eje vial que conduce de Bogotá a Villavicencio. Ubaque posee gran riqueza en biodiversidad, gracias a la variedad de climas. Hay problema de deforestación en la zona del páramo, lo que puede tener impacto para el abastecimiento futuro de agua. Hay peligro de rompimiento de la corteza terrestre por una falla geológica: Ubaque está dentro de la Falla Tectónica de Quetame, lo que la ubica dentro de las zonas de alto riesgo y vulnerabilidad.

### Límites
| Noroeste: Bogotá, D.C Localidad de Santa Fe (Cerros Orientales Vereda Verjón Alto) | Norte: Choachí                  | Nordeste: Choachí (Cerros de Bocatorta, Peñazul, Alto de la Caja y Ebaque hasta Río Negro) |
| Oeste: Bogotá, D.C Localidad de San Cristóbal (Cerros Orientales)                  |                                 | Este: Fómeque (Río Negro)                                                                  |
| Suroeste: Chipaque                                                                 | Sur: Límites Chipaque - Cáqueza | Sureste: Cáqueza                                                                           |

### División administrativa
Ubaque está conformada por las siguientes veredas: San Roque, Cruz Verde, Pueblo Nuevo, Sabanilla, Belén, Guayacundo, Pueblo Viejo, Santa Rosa, Puente Amarillo, El Cacique, Centro (donde está el casco urbano), Santa Ana Alta y Baja, Romero Alto y Bajo, Molino, Fistega, Luciga, San Agustín, Rio Negro y Guanco.

## Turismo

### Sitios de interés

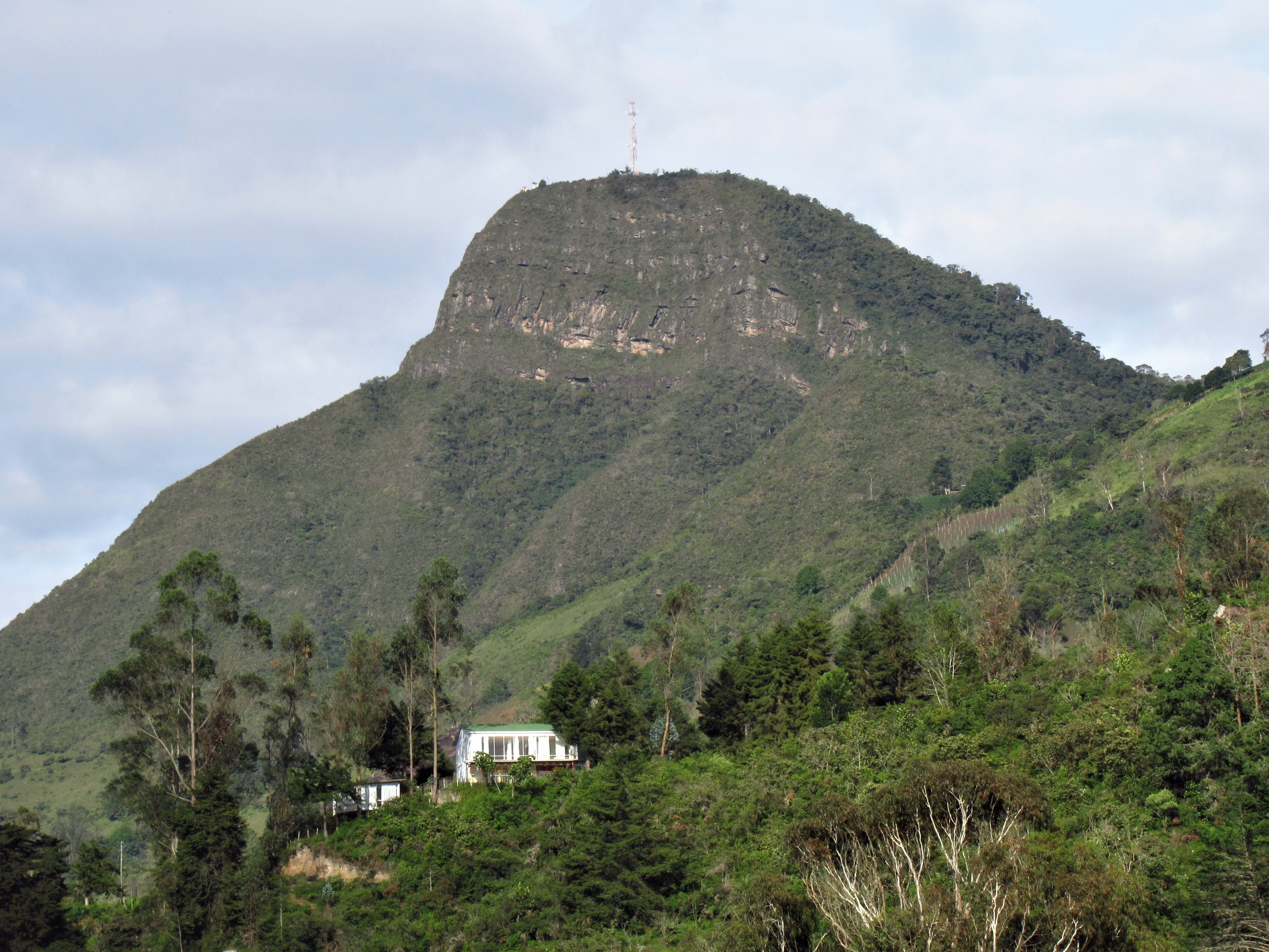
Cerro Guayacundo.

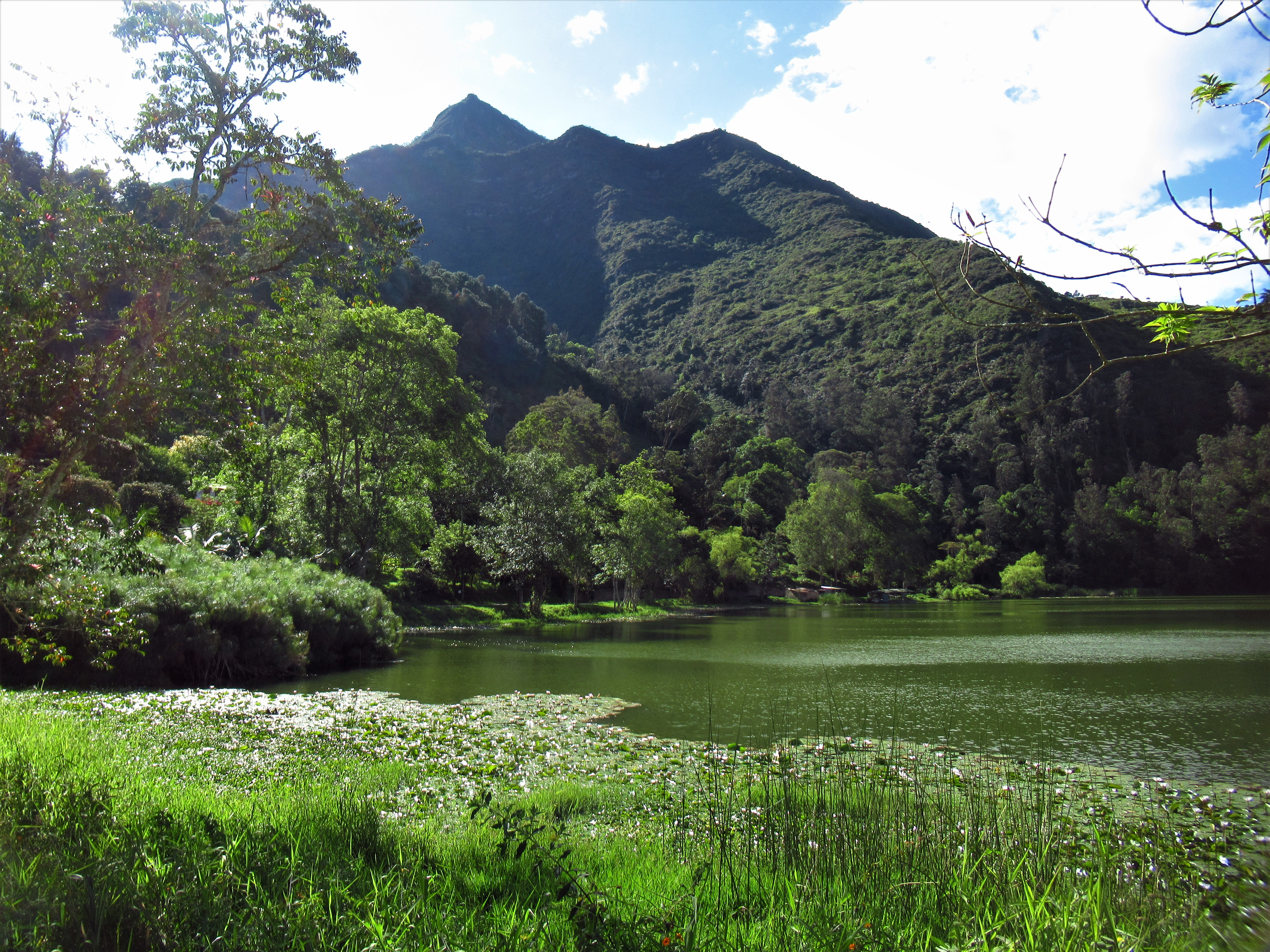
Laguna de Ubaque y cerro el Quinto.

- Templo de Nuestra Señora de Belén: Es una construcción con influencia gótica dedicado a la Virgen de Belén, Patrona del Oriente de Cundinamarca, y que según las leyendas está sobre una laguna o nacedero de agua; dicha construcción fue emprendida por el párroco Jesús María León, cuya obra dirigió Luis A. Espinel según consta en una placa erigida el 7 de agosto de 1964.
- Laguna Sagrada del Cacique Ebaque: Se encuentra en medio de las empinadas montañas que enmarcan el cañón del río Negro, entre los cerros Guayacundo y El Guinto; tiene un perímetro de 1.140 m, con una superficie de 857 m², y pertenece al grupo de lagunas sagradas de la religión muisca. Era una de las siete lagunas a las que los muiscas peregrinaban en la antigüedad, en el ritual llamado "correr la tierra". El pueblo muisca cree que en las aguas de la laguna habita una diosa que da oráculos.
- Páramo de Cruz Verde: Se encuentra entre los municipios de Choachí, Chipaque y Ubaque, y en parte del Distrito Capital de Bogotá, a una altitud entre los 3.300 y los 3.500 m s. n. m. Es de gran importancia porque hace parte del sistema ecológico que provee de agua a una parte de la región.
- Cerro Guayacundo: Es un cerro de unos 2800 m de altitud en cuya cima se puede hacer una vista panorámica de la región. En dicha cima se encuentra un altar de la Virgen de Belén, patrona del municipio, adonde se realiza una romería anual. Las leyendas locales afirman que en el cerro hay unas cuevas secretas que conducen a la sagrada laguna de Ebaque.
- Cerro El Quinto: Es un cerro sagrado para los muiscas, quienes afirman que allí habitan algunos espíritus ancestrales. Desde su cima se pueden ver los municipios de Choachí y Fómeque, además de la sagrada laguna de Ebaque.
- Puentes Colgantes.
- Reminiscencias aborígenes.
- Cerro de Guayacundo.
- Piscina natural.

### Festividades
- Romería de Nuestra Señora de Belén de Ubaque: En la actualidad es muy famosa la romería o caminata que congrega alrededor de 13000 personas, hijos y visitantes de Ubaque, que se realiza el último sábado del mes de enero, por el mismo camino usaban antes para llevar los productos a Bogotá. Esta caminata se realiza con el fin de rendir homenaje a Nuestra Señora de Belén de Ubaque, patrona de toda la región, pero especialmente de los ubaquenses. La romería inicia en la Localidad de San Cristóbal (Bogotá), y recorre 35 km por el antiguo Camino de los Virreyes, pasando por el páramo de Cruz Verde y por terrenos del vecino municipio de Chipaque hasta llegar al casco urbano de Ubaque.
- Ferias y Fiestas: Son cuatro días del mes de enero que dedican los campesinos del pueblo y sus visitantes para exponer sus mejores productos agrícolas, ganaderos y la recreación a través de comparsas y fiestas populares.
- Fiesta del Campesino.
- Encuentro Ecoturístico de la Sagrada Laguna del Cacique ubaque.

### Gastronomía
- Piquete de cerdo: Es una preparación típica cundinamarquesa que incluye carne de cerdo, rellena, chicharrón, asaduras, papa blanca, papa criolla y yuca, acompañados con ají y guacamole.
- Mazamorra chiquita: Es un plato típico de la gastronomía cundi-boyacense con base de maíz amarillo y complemento de habas verdes, frijol verde, arveja verde seca, arracacha, papa blanca y papa criolla con vísceras de res (menudo), y aliñado con ajo, cebolla y cilantro.
- Cuchuco de espinazo: Es una preparación típica de los alrededores de Bogotá. Se realiza con maíz y espinazo de cerdo. Normalmente es un complemento al piquete de cerdo.
- Pan de sagú:  Es una preparación característica del Oriente cundinamarqués, hecha con almidón de sagú, cuajada, mantequilla y sal. Aunque el pan de sagú es común a todo el Oriente de Cundinamarca, en Ubaque se realiza una preparación especial, denominada rosquilla de sagú.

## Economía
El principal renglón de la economía se basa en la agricultura, teniendo en cuenta que la población es el 198 % rural, es un municipio que cuenta con los diferentes pisos térmicos desde el páramo hasta caliente y por ello se cultivan diferentes tipos de productos de acuerdo al clima, en las veredas altas el cultivo de la papa es el principal, seguido de zanahoria y otros productos; en la parte media que prevalece el clima medio cultivos como el tomate, cebolla cabezona y habichuela son los más destacados y en la parte baja clima cálido, lo principal son los cereales las frutas y las aromáticas entre otros; que proveen el mercado de Bogotá y Villavicencio. Sin embargo los campesinos dependen de la demanda y oferta de los productos, no poseen manejo técnico de los cultivos y no existe planeación para los mismos además del alto costo de los fertilizantes, lo cual hacen de esta actividad un mal negocio.

### Desarrollo del agro
La producción agropecuaria del Municipio es minifundista, la mano de obra para el manejo de los cultivos proviene básicamente de la familia. En época de mayor demanda se contrata personal de la región, intercambiando jornales o pagando el diario con o sin alimentación.

### Sector pecuario
La producción pecuaria, se basa principalmente en la avicultura (pollos y gallina ponedora), existe producción bovina, porcicultura y en menor porcentaje la piscicultura; estas se han transformado por medio de los requerimientos del ICA para la construcción y los lineamientos de CORPORINOQUIA y Umata para la protección del medio ambiente.

## Ecología
En Ubaque el ecosistema básico es el Páramo relacionado íntimamente con la red hídrica y las lagunas existentes que revisten importancia en la conservación de la biodiversidad y capacidad hidrológica de toda la cuenca. La zona de Páramo ocupa el área comprendida entre los 3300 m y los 4000 m, correspondiendo a temperaturas medias anuales entre 4 y 9 grados centígrados. En el Páramo de cruz verde la precipitación es de 1215 mm anual (max 3250 mm).

### Fauna
En el bosque andino alto por la estructura de la vegetación se ofrecen condiciones muy favorables (temperatura uniforme, humedad relativa alta, y disponibilidad de alimento) para la implementación de una apreciable diversidad biótica. Se encuentran insectos de los órdenes Collembola, Diplura, Homoptera, Hemiptera, Coleoptera, Diptera, Hymenoptera. además de los taxa acari, isopoda, diplopoda, chilopoda y opiliones.
Entomofauna como entomobrydae, poduridae, sminthuridae, japygidae y campodeidae (las cuales son muy sensibles a las quemas).

### Flora
A pesar de la intervención sobre el Páramo, al noroccidente del municipio, en las Veredas de San Roque, Cruz Verde Sabanilla, Pueblo Nuevo y Guayacundo se encuentran algunas especies de bosque alto, frailejones(>3000 m s. n. m.) y especies de bosque bajo, pastos, bambúes y gramíneas naturales en las veredas de Belén, Puente Amarillo, Cacique, Guayacundo.

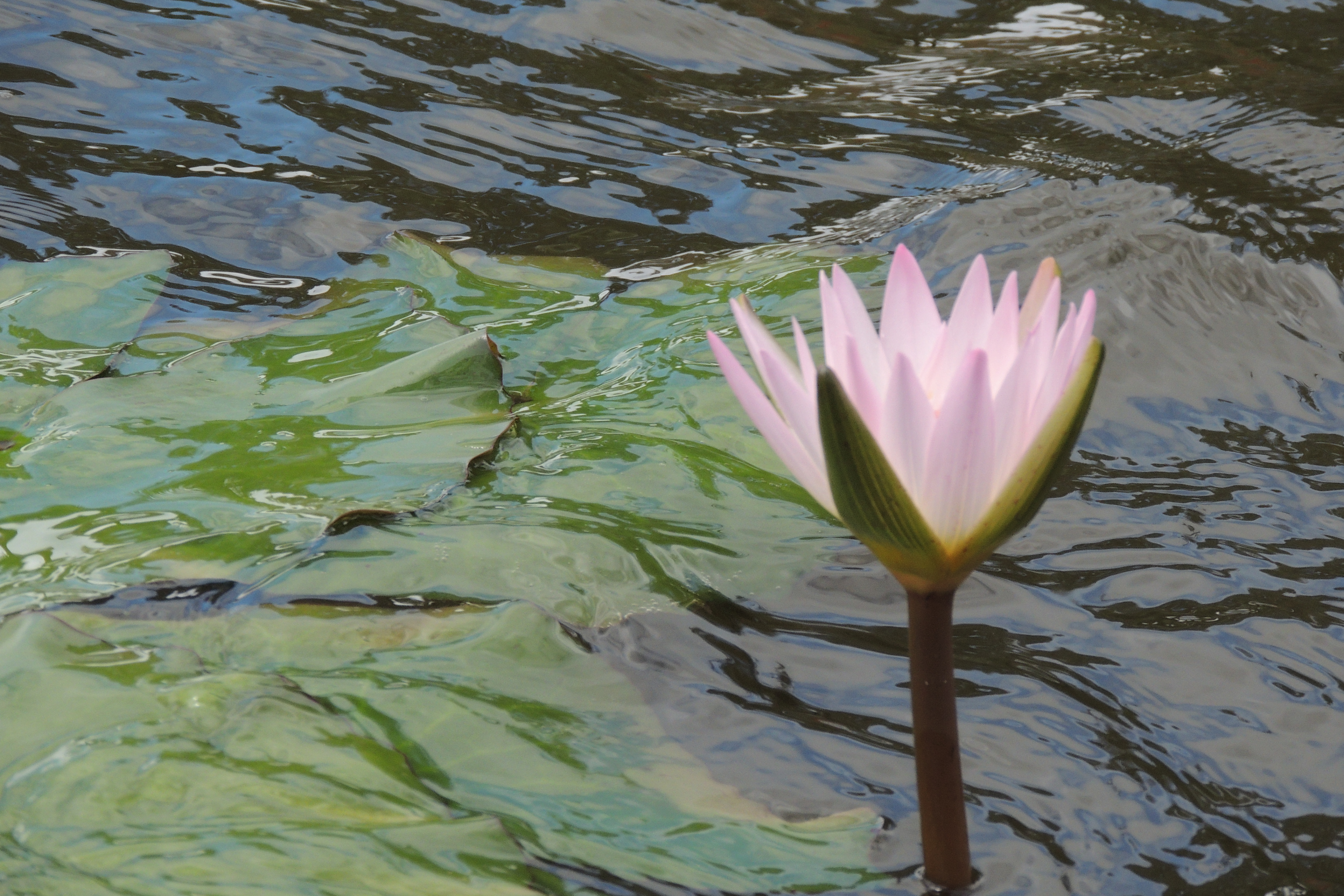
Flor de Nenúfar en la Laguna de Ubaque, Cundinamarca, Colombia, 2021.

## Movilidad
En general el municipio presenta una buena comunicación entre cada una de las veredas y la cabecera urbana. Sin embargo ello no implica que la calidad de esta comunicación está asegurada, sobre todo conociendo que la mayoría de estas vías no se encuentran pavimentadas en concreto asfáltico o hidráulico y que los parámetros de trazado de las vías han obedecido al establecimiento de derechos de vía con criterios de camino real.
Ubaque se conecta con la Ruta Nacional 40 desde Bogotá hasta Villavicencio accediendo por Cáqueza variante hacia el norte. Otras vías están:
- Vía Ubaque-Cáqueza (Variante de Guanco)
- Vía Ubaque-Chipaque (Variante de Belén)

## Ubaquenses ilustres
Ubaque es cuna de Jaime Pardo Leal, exjefe de la Unión Patriótica y excandidato a la presidencia de Colombia.